# Schloss Choisy

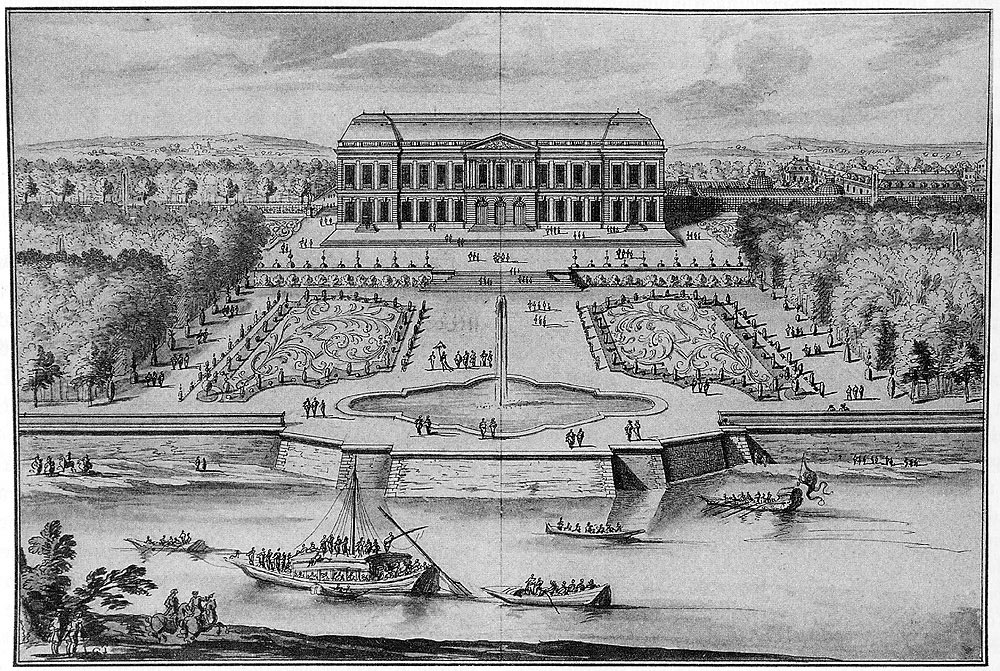
Schloss Choisy. Ansicht von Osten (Gartenseite). Lavierte Zeichnung von Gabriel Perelle, o. J.

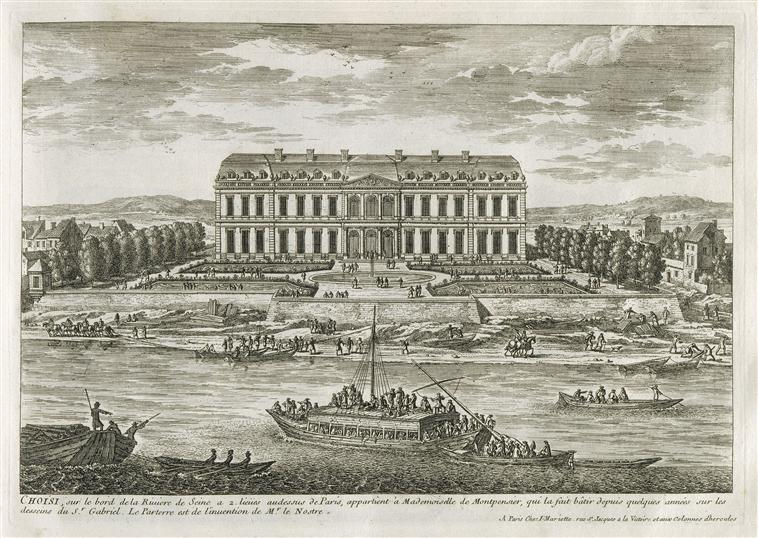
Das Schloss Choisy zur Zeit der „Grande Mademoiselle“, Ansicht mit Garten von der Seine aus. Stich von Pérelle

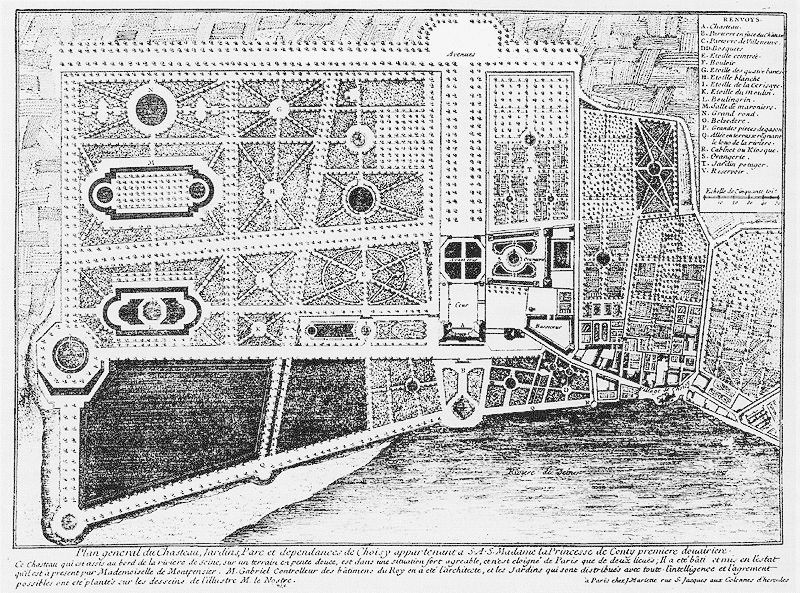
Gesamtplan von Schloss und Gartenanlagen. Stich von Pierre-Jean Mariette, in: L'architecture françoise, zirka 1727

Das Schloss Choisy (französisch: Château de Choisy) in Choisy-le-Roi, Département Val-de-Marne (Region Île-de-France), war eine etwa zehn Kilometer südöstlich von Paris am Ufer der Seine gelegene Schlossanlage, die an Stelle eines kleinen Vorgängerbaus in den Jahren von 1680 bis 1686 für Anne Marie Louise, Herzogin von Montpensier (1627–1693), genannt die Grande Mademoiselle, eine Cousine Ludwigs XIV. errichtet wurde.
Nach mehrfachem Besitzerwechsel erwarb im Jahr 1739 Ludwig XV., den die Lage unweit der Jagdgründe des Waldes von Sénart reizte, das in dem für das französische Grand Siècle typischen klassizistischen Barockstil gehaltene Schloss. Der König ließ ab 1740 das Hauptgebäude vergrößern, um mehrere Nebengebäude erweitern und passte die Innenausstattung dem nun vorherrschenden Stil des Rokokos an. Im Jahr 1746 stellte er Choisy seiner kunstsinnigen Mätresse Madame de Pompadour († 1764) zur Verfügung. In der Regierungszeit Ludwigs XVI. zog die Königin Marie-Antoinette sich gerne nach Choisy zurück, das bis zur französischen Revolution im Besitz der Krone blieb. Die Revolutionsregierung konfiszierte, parzellierte und verkaufte die zum Nationalen Eigentum erklärte Domäne. Die vernachlässigten und verfallenen Gebäude wurden schließlich im 19. Jahrhundert abgerissen.
Erhalten blieben lediglich die beiden Eingangspavillons, der Ehrenhof, ein Flügel der Wirtschaftsgebäude, die Gräben sowie Reste des im Stil der französischen Gärten gehaltenen Parks.

## Baugeschichte

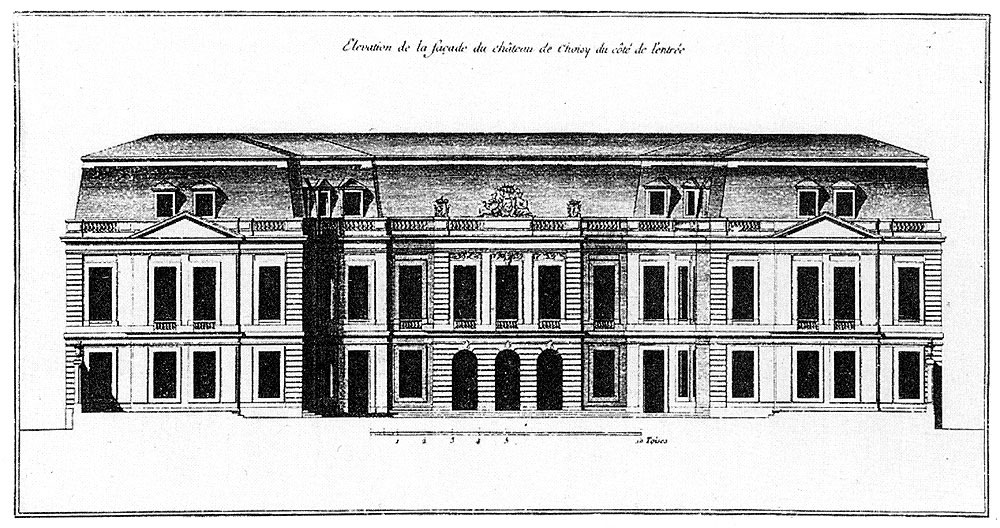
Château de Choisy, hofseitiger Fassadenaufriss, Stich von Jean Mariette, aus: L’architecture françoise, um 1727

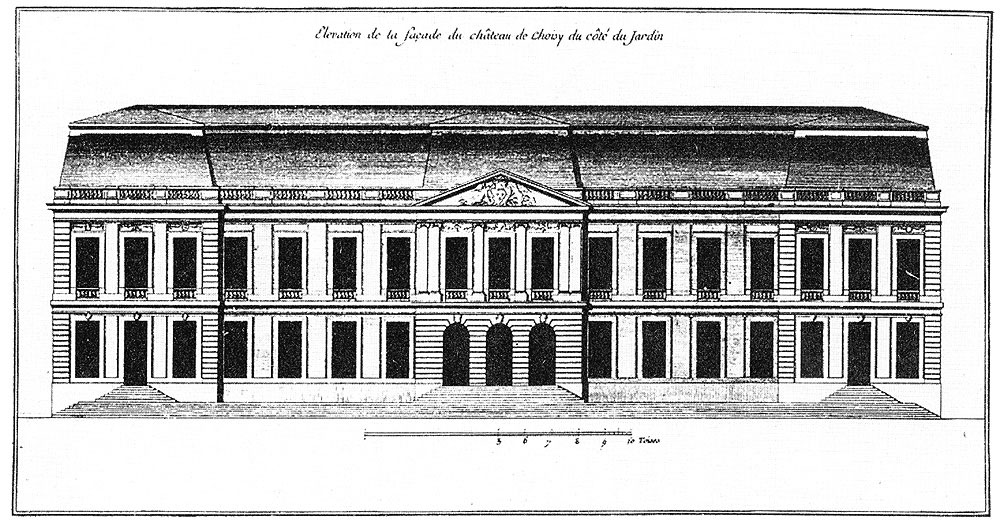
Château de Choisy, gartenseitiger Fassadenaufriss, Stich von Jean Mariette, aus: L’architecture françoise, um 1727

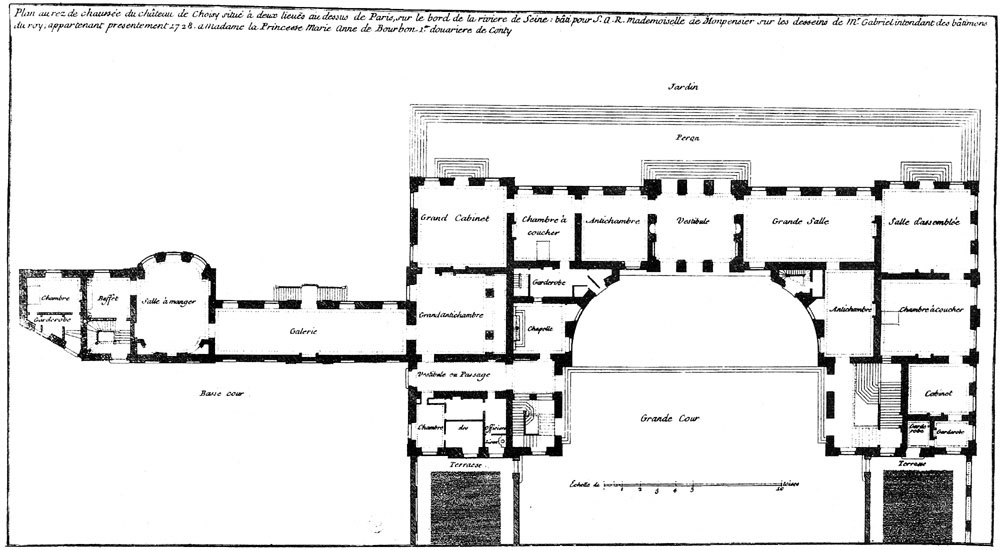
Château de Choisy-le-Roi, Grundriss Erdgeschoss. Stich von Jean Mariette, aus: L’architecture françoise, um 1727

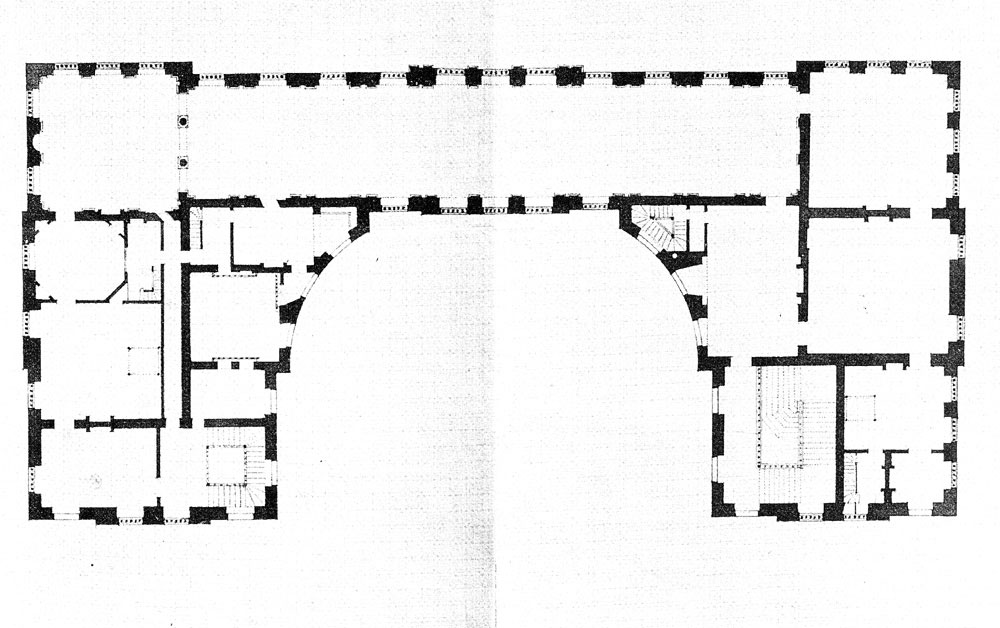
Château de Choisy-le-Roi, Grundriss Obergeschoss. Stich von Jean Mariette, aus: L’architecture françoise, um 1727

### Louis XIV. (Barock)

#### 1680–1693
Der Bau des Schlosses begann im Jahr 1680 auf den Fluren der damaligen Siedlungen Choisy-sur-Seine (heute: Choisy-le-Roi), Thiais und Grignon.
Der Vertrag zur Errichtung wurde von dem Bauunternehmer und contrôleur général des Bâtiments de Louis XIV Jacques II Gabriel (*; † 1686) unterzeichnet. Er trat zugleich als Bauunternehmer und Architekt auf und scheint identisch mit dem in der Literatur bezogen auf seine Tätigkeit als Architekt Jacques I Gabriel bezeichneten Person. 1684 beendete Jacques Gabriel sein aktives Arbeitsleben und starb 1686. Jacques Gabriel ist der Vater von Jacques Jules Gabriel (* 1667; † 1742), der auch als Jacques IV Gabriel bezeichnet wird. Jacques Jules war nach dem Ruhestand seines Vaters maßgeblich an der Fertigstellung des Château beteiligt und nach der Vollendung wurde ihm das Werk zugeschrieben.
Der Vertragsabschluss wurde von folgenden Personen beurkundet. Marie Delisle, (die Mutter des Jacques Jules Gabriel und Witwe von Jacques Gabriel); Charles Gabriel, (der Onkel des Jacques Jules); Maurice Gabriel, (ein Cousin des Jacques Gabriel); M. Jules Hardouin-Mansart, (ein Cousin der Mutter des Jacques Jules Gabriel, Marie Delisle); Chevalier de l’ordre de Nôtre Dame du Mont Carmel, et de St. Lazare de Hierusalem, Coneiller du Roi en ses Conseils, Intendant des Bastimens Arts et Manufactures de France; Gabriel Blanchard, (Maler und Professor der Académie royale de peinture et de sculpture); Chemet, Contrôleur-Général des Rentes sur la Clergé und Jacques Gabriel, der als Architekt und Bauunternehmer sowie als Cousin des später als Rechnungsprüfer eingesetzten und in den Urkunden als Architecte Ordinaire des Bastimens de Mademoiselle de Montpensier bezeichneten Maurice Gabriel.
1680 war Jacques Jules Gabriel noch sehr jung. Da er bei dem Vertragsabschluss nicht erwähnt wird, ist es wahrscheinlich, dass sein Anteil am Bauvorhaben erst nach dem Ruhestand und dem Tod des Vaters stieg. Möglich ist auch, dass er später noch Einfluss auf den bereits vertraglich vereinbarten Entwurf hatte. Die Fertigstellung von Choisy ist jedenfalls seine früheste Arbeit. Jacques Jules Gabriel lernte bei Jules Hardouin-Mansart (* 1646; † 1709) und anscheinend war auch er am Bau des Château beteiligt. Die Fertigstellung im Juli 1686 ist für die Reputation und den weiteren Lebensweg des jungen Architekten Gabriel von entscheidender Bedeutung gewesen.
- André Le Nôtre (* 1613; † 1700).
- Antoine Coypel (* 1661; † 1722).
- Anguier Michel (* 1614; † 1686) sculptor und Bruder von François Anguier (* 1604; † 1669) sculptor;
- Le Hongre
- Charles de La Fosse Charles de Lafosse (* 1640; † 1716).
- Charles Lebrun Charles Lebrun (* 1619; † 1690).
- Gilles-Marie Oppenord (* 1672; † 1742).

#### 1693–1716
Choisy geht 1693 in den Besitz des Grand Dauphin, des ältesten Sohnes Ludwigs XIV. und Maria Teresas von Spanien. Er tauscht das Schloss Bellevue in Meudon mit Anne de Souvré Marquise de Courtanvaux, der Witwe von François-Michel Le Tellier, marquis de Louvois gegen das Château de Choisy.
Claude Audran III war seit 1699 mit der Ausstattung des Schlosses für den Grand Dauphin beschäftigt. Er schuf dafür die in der Manufacture royale des tapisseries gefertigten Tapisseriefolge der Groteskenmonate. (Heinz, 1995:250)

### Louis XV. (Régence, Rokoko,le style transition, Frühklassizismus,le goût grec)

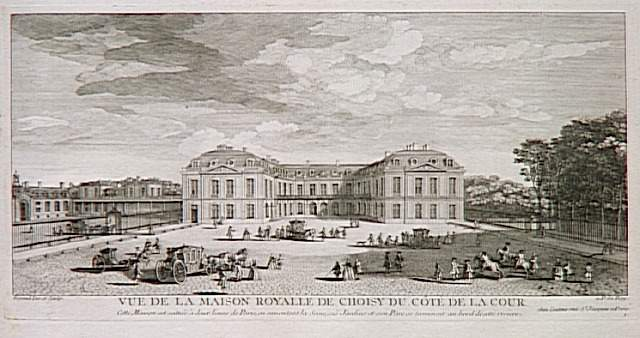
Schloss Choisy zur Zeit Ludwig XV. Ansicht von der Hofseite aus. Stich von Jacques Rigaud

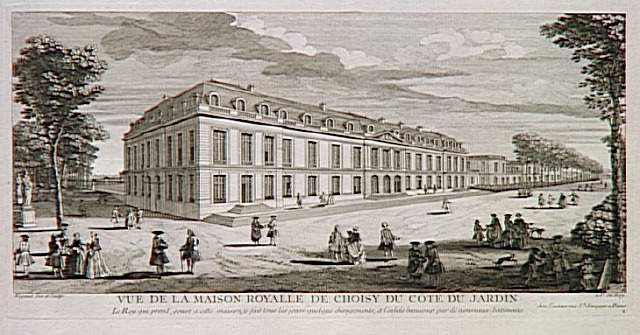
Schloss Choisy zur Zeit Ludwig XV. Ansicht von der Gartenseite aus. Stich von Jacques Rigaud

#### 1716–1739
- Juste-Aurèle Meissonnier (* 1695; † 1750).
- Jacques-Jules Gabriel (* 1776; † 1742) premier architecte du Roi.
- Jean-Baptiste Oudry (* 1686; † 1755).

#### 1739–1774
1739 erwarb Ludwig XV. Choisy und beauftragte Ange-Jacques Gabriel (* 1698; † 1782) mit der Planung weiterer Gebäude. In der ersten Bauphase der Jahre 1740–1747 wurde die Ausstattung der Appartements des bestehenden Château dem Stil des Rokoko angepasst.
- Jacques Verberckt Verbrecht (* 1704; † 1771).
- Jules-Antoine Rousseau (* 1710, † 1782), sculpteur du Roi.
- Charles Cressent (* 1685; † 1768), ébéniste, sculptor und fondeur-ciseleur.
- Menuiserie
- Zeremonielle Dekorationen Sébastien Slodtz (* 1655; † 1726) Vater von Paul-Ambroise Slodtz (* 1702; † 1758) und René-Michel Slodtz (auch Michel-Ange Slodtz) (* 1705; † 1764).
- Maler, Textil- und Möbeldesigner Alexis Peyrotte (* 1699; † 1769).
- Jacques Caffieri (* 1678; † 1755) sculpteur et ciseleur ordinaire du Roi, Sohn von Philippe Caffieri (* 1634; † 1716) und Vater von Philippe Caffieri Caffieri l’aîné (* 1714; † 1774) und jüngerer Bruder Jean-Jacques Caffieri (* 1725; † 1792) Bildhauer.
- Maler François Boucher (* 1703; † 1770).
- Jean-Marc Nattier (* 1685; † 1766).
- Carle Vanloo auch Charles-André Van Loo  (* 1705; † 1765).
- François Desportes (* 1661; † 1743).
- Jean-Jacques Bachelier (* 1724; † 1806) und der Direktor von Porcelain de Sèvres.
- Claude Joseph Vernet (* 1714; † 1789).
- Jean Siméon Chardin (1699; † 1779)
- Bildhauer, Skulpturen, Ornamente, (außen), Guillaume Coustou der Jüngere (* 1716; † 1777) Jean-Baptiste Pigalle (* 1714; † 1785).
- Edmé Bouchardon (* 1698; † 1762) Gärten und Park.
- Lambert-Sigisbert Adam der Ältere (* 1700; † 1759) Bildhauer.
- François Gaspard Adam (* 1710; † 1761) Bildhauer.
- Jean-Louis Lemoyne (* 1665; † 1755) Bildhauer.
- Jean-Baptiste Lemoyne (* 1704; † 1778) Bildhauer, Gärten und Park.

### Louis XVI. (Spätklassizismus,le goût étrusques) 1774–1789
- Marie-Josèphe Peyre (* 1730; † 1785, evtl. 1788), Architekt und inspecteur de Choisy.
- Antoine-François Peyre (* 1739; † 1823), Architekt Peyre le jeune.

## Innendekoration
- Charles-Antoine Coypel deutet in seinen Rechnungen auf die Arbeit seines Vaters Antoine Coypel (* 1661; † 1722) zu Dekoration der Decke des Pavillon d’Aurore in Choisy an, das Resultat ein unbeschreibliches Resultat täglicher Neuverhandlung zwischen Maler und Grand Mademoiselle war.

### Schemata der öffentlichen und privaten Räume

#### 1680–1716
- Corps du Château

1. Erdgeschoss Rez-de-Chaussée
2. Die erste Etage Premier étage
3. Das Dachgeschoss Mansardes

- Struktur der Appartements

1. Salon à l’Italienne

#### 1716–1739
- Corps du Château

1. Erdgeschoss Rez-de-Chaussée
2. Die erste Etage Premier étage
3. Das Dachgeschoss Mansardes

- Struktur der Appartements.

1. du roi
2. de la Reine

#### 1739–1774
- Struktur der Appartements.

1. du roi
2. de la Reine
  1. le Grand Salon de la Reine

- Das Hauptgebäude Corps du Château

1. Erdgeschoss Rez-de-Chaussée
2. Die erste Etage Premier étage
3. Das Dachgeschoss Mansardes
4. Escalier près la Salle des Gardes
5. Escalier vis-à-vis la Chapelle
6. Corridor au-dessus de la Galerie
7. Pavillon de M. le Gouverneur
8. Corridor des Offices
9. Entresol par l’escalier ovale

- Flügel im Garten Aile sur le Jardin

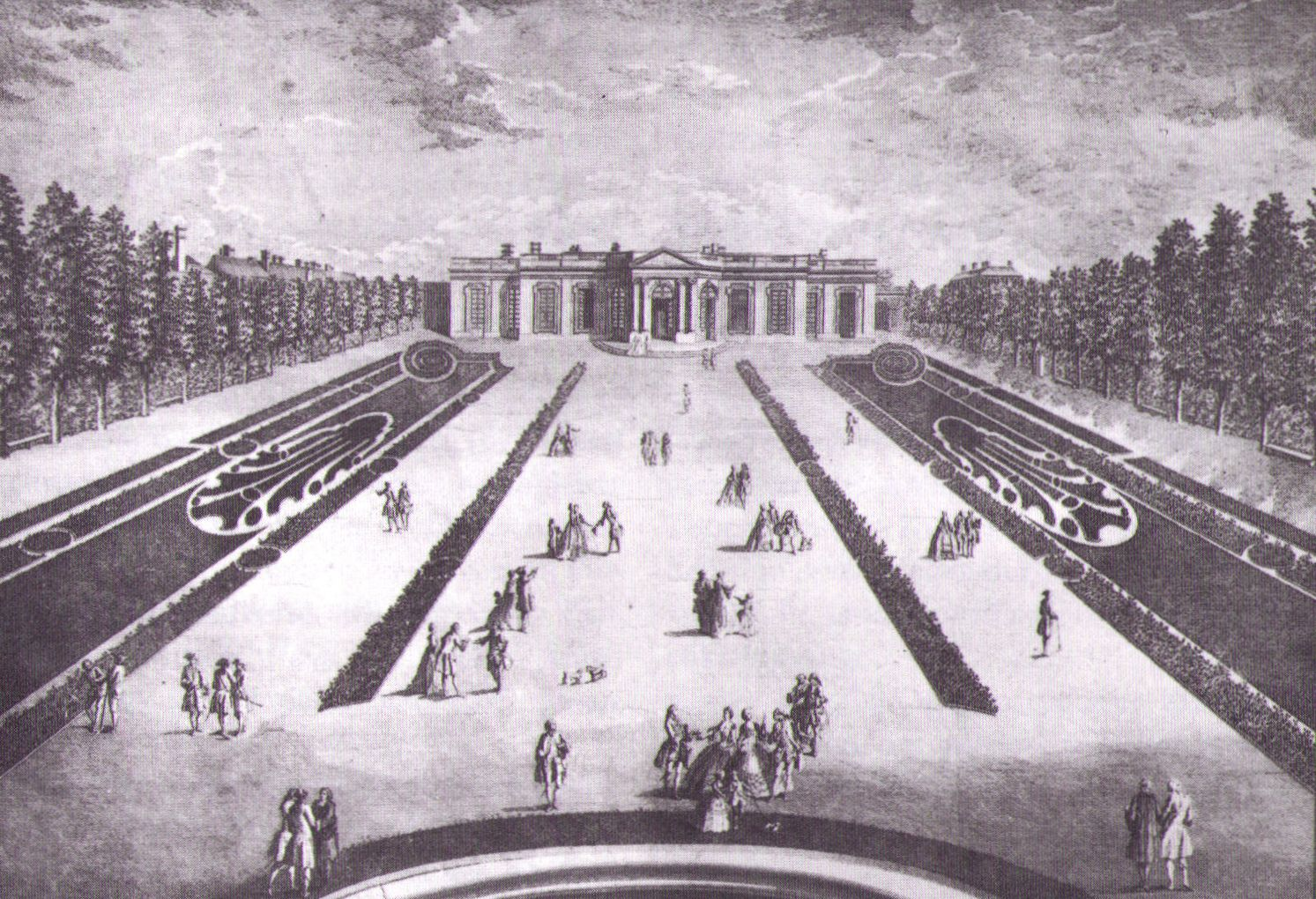
Vue du Petit Château de Choisy Le Roy du Cote du Jardin, Ansicht des Petit Château von Schloss Choisy von der Gartenseite aus

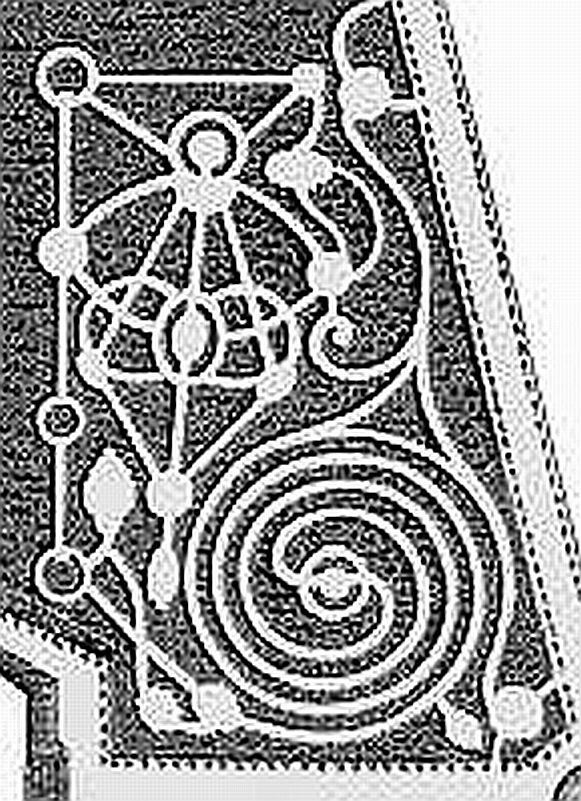
Labyrinth in den Gartenanlagen von Château de Choisy

1. Corridor au Rez-de-Chaussée
2. Premier étage par l’escalier oval

## Weitere Anlagen in und um Paris der Zeit des Louis XIV und Louis XV
- Schloss Versailles, Grand Trianon, Petit Trianon und Dependancen
- Schloss Amboise
- Bagnolet
- Schloss Bellevue
- Schloss Blois
- Schloss Chambord
- Chaville
- Schloss Compiègne
- Conflans
- Schloss Clagny, (1676) Madame de Montespan
- Issy
- Schloss Madrid
- Maisons
- Schloss Marly-le-Roi
- Montmorency
- Schloss La Muette
- Schloss Fontainebleau
- Fresne
- Schloss Saint-Cloud
- Schloss Saint-Germain-en-Laye
- Schloss Saint-Hubert
- Schloss Saint Ouen
- Schloss Sceaux
- Schloss Vincennes

## Archive
- Archives de la Marie de Choisy-le Roi
- Archives Nationales
- Bibliothèque de la Ville de Paris
- Cabinet des Estampes de la Bibliothèque Nationale
- Mariette, Architecture française

### Primärliteratur
- Oberkirch, Henriette von (1852) Memoirs of the Baroness d’Oberkirch, written by herself,(ed.) by her Grandson, the Count de Montbrison, 3 vol., London: Colburn and Co. Publishers.

### Sekundärliteratur
- Reginald Blomfield: A History of French Architecture. Hacker Art Books, New York 1973, ISBN 0-87817-056-9

1. From the Reign of Charles VIII till the Death of Mazarin, 1494–1661. 1973 (Bd. 1–2, Nachdr. d. Ausg. London 1921).
2. From the Death of Mazarin till the Death of Louis XV, 1661–1774. 1973 (Bd. 3–4, Nachdr. d. Ausg. London 1921).

- Allan Braham:  The Architecture of the French Enlightenment. Thames and Hudson, London 1980, ISBN 0-500-27570-X.
- Barbe Chamchine: Le château de Choisy. Jouve, Paris 1910 (zugl. Paris, Univ., Faculté des lettres, Diss., 1909–1910)
- P. Delacroix: Le Château de Choisy, la ville de Choisy-le-Roi, Thiais, Orly, Villeneuve, Ivry et Vitry. Études historiques et monumentales. 1867.
- Eleanor P. DeLorme: Garden Pavilions and the 18th Century French Court. Antique Collectors' Club, Woodbridge, Suffolk 1996.
- Ingrid Dennerlein: Die Gartenkunst der Régence und des Rokoko in Frankreich (Grüne Reihe; 4). Werner, Worms 1981, ISBN 3-88462-009-6 (Zugl.: München, Univ., Phil. Fak., Diss., 1962).
- Svend Eriksen: Early Neo-Classicism in France. The creation of the Louis Seize style in architectural decoration, furniture, and ormolu, gold and silver, and sêvres porcellain in the mid-18th century. Faber and Faber, London 1974, ISBN 0-571-08717-5.
- David Fleck, J.-M. Milliex: Monographie d'une ancienne voie royale, la RN 186. Du Chateau de Versailles au Château de Choisy-le-Roi, EA Paris-Belleville 1990.
- Michel Gallet: Paris Domestic Architecture of the 18th Century. Barrie & Jenkins, London 1972, ISBN 0-214-65302-1.
- Maximilien L. Gardel: Ninette à la cour: ballet en action; représenté devant Leurs Majestés, à Choisy, pour la première fois, et à Fontainebleau en 1777. Ballard, Paris 1777.
- Mark Girouard: Life in the French Country House. Cassel, London 2000, ISBN 0-304-35400-7.
- Jules  M. Guiffrey: Comptes des bâtiments du roi sous le règne de Louis XIV. Impr. nationale., Paris 1881 (5 Bde.).
- Dora Heinz: Europäische Tapisseriekunst des 17. und 18. Jahrhunderts. Die Geschichte ihrer Produktionsstätten und ihrer künstlerischen Zielsetzungen. Böhlau Verlag, Weimar 1995, ISBN 3-205-98163-4.
- Paul Jarry: La guirlande de Paris ou maisons de plaisances des environs, au XVIIe et au XVIIIe siècle. Notes et relations d'un voyage autour de la Capitale à quatre lieues à la ronde. Contet, Paris 1928 ff.

1. Berny, Bourg-la-Reine, Cachan, Chatenay, Chatillon, Choisy-le-Roi, Gentilly, Ivry, L'Haÿ-les-Roses, Sceaux, Thiais, Vitry. 1928.

- Wend von Kalnein: Architecture in France in the eighteenth century. Yale University Press, New Haven, Conn. 1995, ISBN 0-300-06013-0.
- Katharina Krause: Die Maison de plaisance. Landhäuser in der Ile-de-France (1660-1730) (Kunstwissenschaftliche Studien; Bd. 68). Dt. Kunstverlag, München 1996, ISBN 3-422-06175-4 (zugl. Habilitationsschrift Universität Freiburg/B. 1992).
- Iris Lauterbach: Der französische Garten am Ende des Ancien Régime. „Schöne Ordnung“ und „geschmackvolles Ebenmaß“ (Grüne Reihe; 9). Werner, Worms 1987, ISBN 3-88462-047-9 (Zugl.: Mainz, Univ., Diss., 1985).
- Denise Ledoux-Lebard: Le Mobilier Francais du XIXe Siecle 1795-1889 Dictionnaire des Ébénistes et des Menuisiers. Les éditions de l'Amateur, Paris 1989, ISBN 2-85917-088-X (frühere Ausg. unter d. Titel „Les ébénistes du XIXe siècle“ und „Les ébénistes parisiens du XIX siècle“).
- Georges Poisson, Françoise Blondel (Réd.): Demeures royales disparues. Bellevue, Choisy-le-Roi, Marly, Meudon, Saint-Cloud, Saint-Germain. Les Presses artistiques, Paris 1950 (Katalog der gleichnamigen Ausstellung im Musée de l'Ile-de-France, château de Sceaux).
- Georges Poisson, Marie-Alice Poisson: Un édifice de Gabriel retrouvé. Le petit château de Choisy ... In: Bulletin de la Société de l'histoire de l'art français. Paris 1953.
- Alexandre Pradère: French Furniture Makers. The Art of the Ébéniste from Louis XIV to the Revolution („Les ébénistes français de Louis XIV à la révolution“). Sotheby’s Publications, London 1989, ISBN 0-85667-368-4.
- Katie Scott: The Rococo Interior. Decoration and Social Spaces in the Early Eighteenth-Century Paris. Yale University Press, New Haven, Conn. 1995, ISBN 0-300-04582-4.
- Reaud Serrette: Décor intérieur et ameublement du château de Choisy-le-roi sous Louis XV et Louis XVI (1739-1792). Université de Paris-Sorbonne, UFR Art et archéologie, Paris 2002 (3 Bände).
- Christopher Tadgell: L’Eglise royal et paroissiale de Choisy: In: Bulletin de la sociétè d'histoire de l'art français. 1973, S. 171–179.
- William H. Ward: The Architecture of the Renaissance in France. A History of the Evolution of the Arts of building, Decoration and Garden Design under Classical Influence from 1495 to 1830. Hacker Art Books, New York 1976, ISBN 0-87817-097-9 (Nachdr. d. Ausg. London 1926).

1. The early renaissance. 1976.
2. The later renaissance. 1976.